# Leichtathletik-Weltmeisterschaften 2011/Teilnehmer (Australien)
| Goldmedaillen | Silbermedaillen | Bronzemedaillen |
| ------------- | --------------- | --------------- |
| 1             | 2               | —               |

Der Leichtathletik-Verband Australiena stellte bei den Leichtathletik-Weltmeisterschaften 2011 im südkoreanischen Daegu 41 Teilnehmer.

## Medaillen
Mit einer gewonnenen Gold- und zwei Silbermedaillen belegte das australische Team Platz 9 im Medaillenspiegel.

### Medaillengewinner

#### Gold
- Sally Pearson, 100 m Hürden

#### Silber
- Jared Tallent, 20 km Gehen
- Mitchell Watt, Weitsprung

## Ergebnisse

### Männer

#### Laufdisziplinen
| Athlet                                                       | Disziplin        | Vorlauf        | Vorlauf | Halbfinale         | Halbfinale         | Finale             | Finale             |
| Athlet                                                       | Disziplin        | Zeit           | Platz   | Zeit               | Platz              | Zeit               | Platz              |
| ------------------------------------------------------------ | ---------------- | -------------- | ------- | ------------------ | ------------------ | ------------------ | ------------------ |
| Ryan Gregson                                                 | 1500 m           | 3:40,01 min    | 9       | 3:47,89 min        | 20                 | nicht qualifiziert | nicht qualifiziert |
| Jeffrey Riseley                                              | 1500 m           | 3:42,22 min    | 28      | nicht qualifiziert | nicht qualifiziert | nicht qualifiziert | nicht qualifiziert |
| Collis Birmingham                                            | 5000 m           | 13:47,88 min   | 19      |                    |                    | nicht qualifiziert | nicht qualifiziert |
| Craig Mottram                                                | 5000 m           | 13:56,60 min   | 26      |                    |                    | nicht qualifiziert | nicht qualifiziert |
| Ben St. Lawrence                                             | 5000 m           | 13:51,64 min   | 23      |                    |                    | nicht qualifiziert | nicht qualifiziert |
| Jeff Hunt                                                    | Marathon         |                |         |                    |                    | DNF                | DNF                |
| Youcef Abdi                                                  | 3000 m Hindernis | 8:38,42 min    | 28      |                    |                    | nicht qualifiziert | nicht qualifiziert |
| Adam Rutter                                                  | 20 km Gehen      |                |         |                    |                    | DNF                | DNF                |
| Jared Tallent                                                | 20 km Gehen      |                |         |                    |                    | 1:25:25 h          | 26                 |
| Jared Tallent                                                | 50 km Gehen      |                |         |                    |                    | 3:43:36 h SB       | Silber             |
| Luke Adams                                                   | 50 km Gehen      |                |         |                    |                    | 3:45:41 h SB       | 4                  |
| Nathan Deakes                                                | 50 km Gehen      |                |         |                    |                    | DNF                | DNF                |
| Anthony Alozie Matt Davies Aaron Rouge-Serret Isaac Ntiamoah | 4 × 100 m        | 38,69 s SB     | 10      |                    |                    | nicht qualifiziert | nicht qualifiziert |
| Ben Offereins Tristan Thomas Steven Solomon Sean Wroe        | 4 × 400 m        | 3:01,56 min SB | 10      |                    |                    | nicht qualifiziert | nicht qualifiziert |

#### Sprung/Wurf
| Athlet           | Disziplin      | Qualifikation | Qualifikation | Finale             | Finale             |
| Athlet           | Disziplin      | Weite/Höhe    | Platz         | Weite/Höhe         | Platz              |
| ---------------- | -------------- | ------------- | ------------- | ------------------ | ------------------ |
| Steve Hooker     | Stabhochsprung | NMH           | NMH           | ausgeschieden      | ausgeschieden      |
| Robert Crowther  | Weitsprung     | 7,74 m        | 24            | nicht qualifiziert | nicht qualifiziert |
| Fabrice Lapierre | Weitsprung     | 7,89 m        | 21            | nicht qualifiziert | nicht qualifiziert |
| Mitchell Watt    | Weitsprung     | 8,15 m        | 2             | 8,33 m             | Silber             |
| Henry Frayne     | Dreisprung     | 16,83 m       | 11            | 16,78 m            | 9                  |
| Benn Harradine   | Diskuswurf     | 63,49 m       | 10            | 64,77 m            | 5                  |
| Jarrod Bannister | Speerwurf      | 81,35 m       | 11            | 82,25 m SB         | 7                  |

### Frauen

#### Laufdisziplinen
| Athletin                                                            | Disziplin    | Vorlauf        | Vorlauf | Halbfinale    | Halbfinale | Finale             | Finale             |
| Athletin                                                            | Disziplin    | Zeit           | Platz   | Zeit          | Platz      | Zeit               | Platz              |
| ------------------------------------------------------------------- | ------------ | -------------- | ------- | ------------- | ---------- | ------------------ | ------------------ |
| Kaila McKnight                                                      | 1500 m       | 4:08,74 min    | 9       | 4:10,83 min   | 19         | nicht qualifiziert | nicht qualifiziert |
| Eloise Wellings                                                     | 10.000 m     |                |         |               |            | DNS                | DNS                |
| Sally Pearson                                                       | 100 m Hürden | 12,53 s        | 1       | 12,36 s AR WL | 1          | 12,28 s CR AR WL   | Gold               |
| Lauren Boden                                                        | 400 m Hürden | 55,78 s SB     | 12      | 55,29 s       | 20         | nicht qualifiziert | nicht qualifiziert |
| Regan Lamble                                                        | 20 km Gehen  |                |         |               |            | 1:33:38 h          | 14                 |
| Claire Tallent                                                      | 20 km Gehen  |                |         |               |            | 1:34:46 h          | 20                 |
| Hayley Butler Melissa Breen Charlotte van Veenendaal Sally Pearson  | 4 × 100 m    | 43,79 s        | 10      |               |            | nicht qualifiziert | nicht qualifiziert |
| Caitlin Sargent Caitlin Willis-Pincott Lauren Boden Anneliese Rubie | 4 × 400 m    | 3:32,27 min SB | 15      |               |            | nicht qualifiziert | nicht qualifiziert |

#### Sprung/Wurf
| Athletin         | Disziplin      | Qualifikation | Qualifikation | Finale             | Finale             |
| Athletin         | Disziplin      | Weite/Höhe    | Platz         | Weite/Höhe         | Platz              |
| ---------------- | -------------- | ------------- | ------------- | ------------------ | ------------------ |
| Alana Boyd       | Stabhochsprung | 4,50 m        | 13            | nicht qualifiziert | nicht qualifiziert |
| Dani Samuels     | Diskuswurf     | 60,05 m       | 11            | 59,14 m            | 10                 |
| Kimberley Mickle | Speerwurf      | 60,50 m       | 8             | 61,96 m            | 6                  |